# Liste de ponts du Cher
Liste de ponts du Cher, non exhaustive, présentant les principaux édifices présents et/ou historiques dans le département du Cher, en France.

## Ponts de longueur supérieure à100m

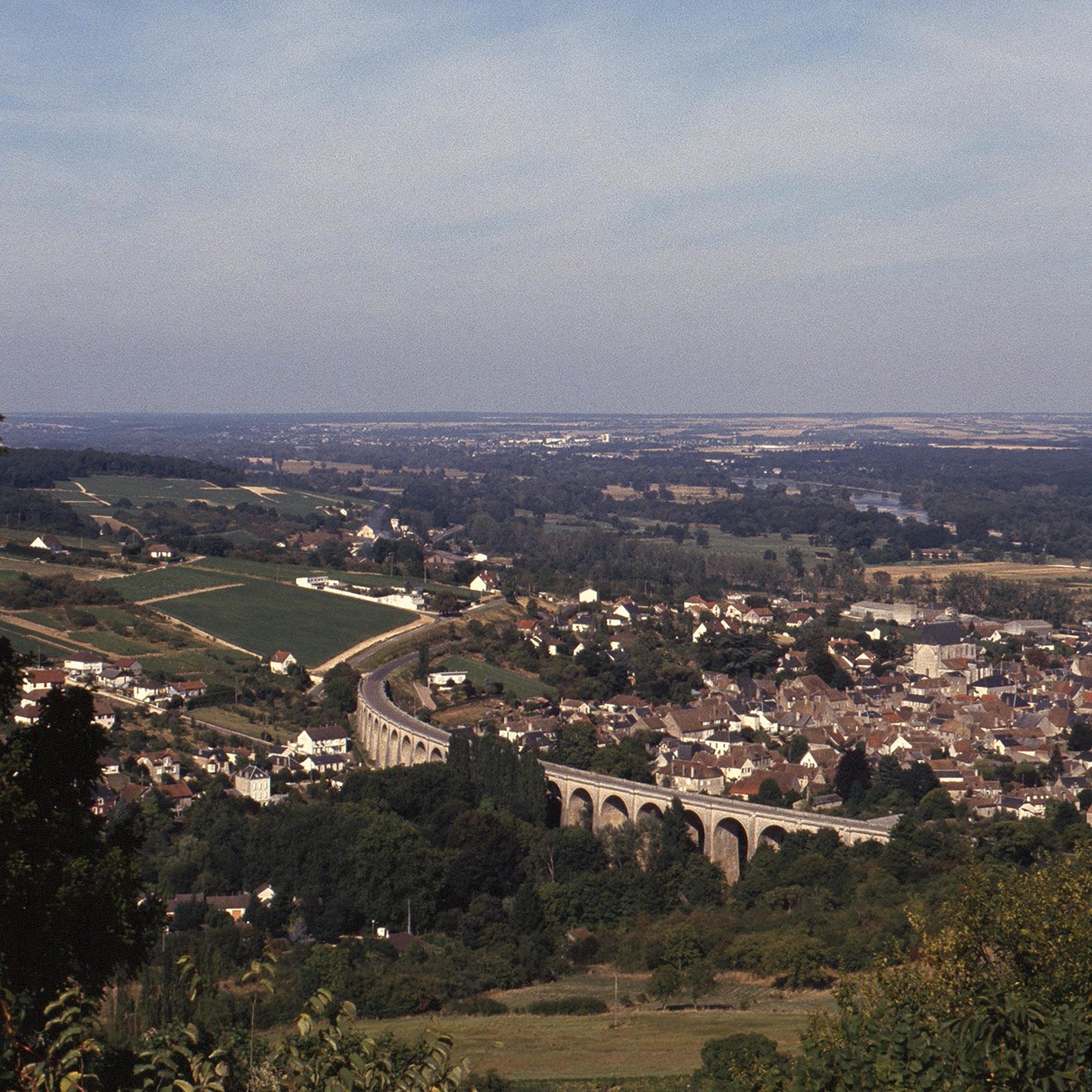
Le viaduc de Saint-Satur

Les ouvrages de longueur totale supérieure à 100 m du département du Cher sont classés ci-après par gestionnaires de voies.

### Ponts ferroviaires
- Viaduc de Lestang long de 232 m sur la ligne de Saint-Germain-du-Puy à Cosne-Cours-sur-Loire.
- Viaduc de Saint-Satur long de 428,65 m en courbe sur la ligne de Saint-Germain-du-Puy à Cosne-Cours-sur-Loire.
- Viaduc de Saint-Florent-sur-Cher long de 535 m sur la ligne de Saint-Florent-sur-Cher à Issoudun.

## Ponts selon la voie d’eau franchie
Les ouvrages franchissant les cours d’eau importants du département du Cher sont recensés ci-après.

### Ponts sur la Loire

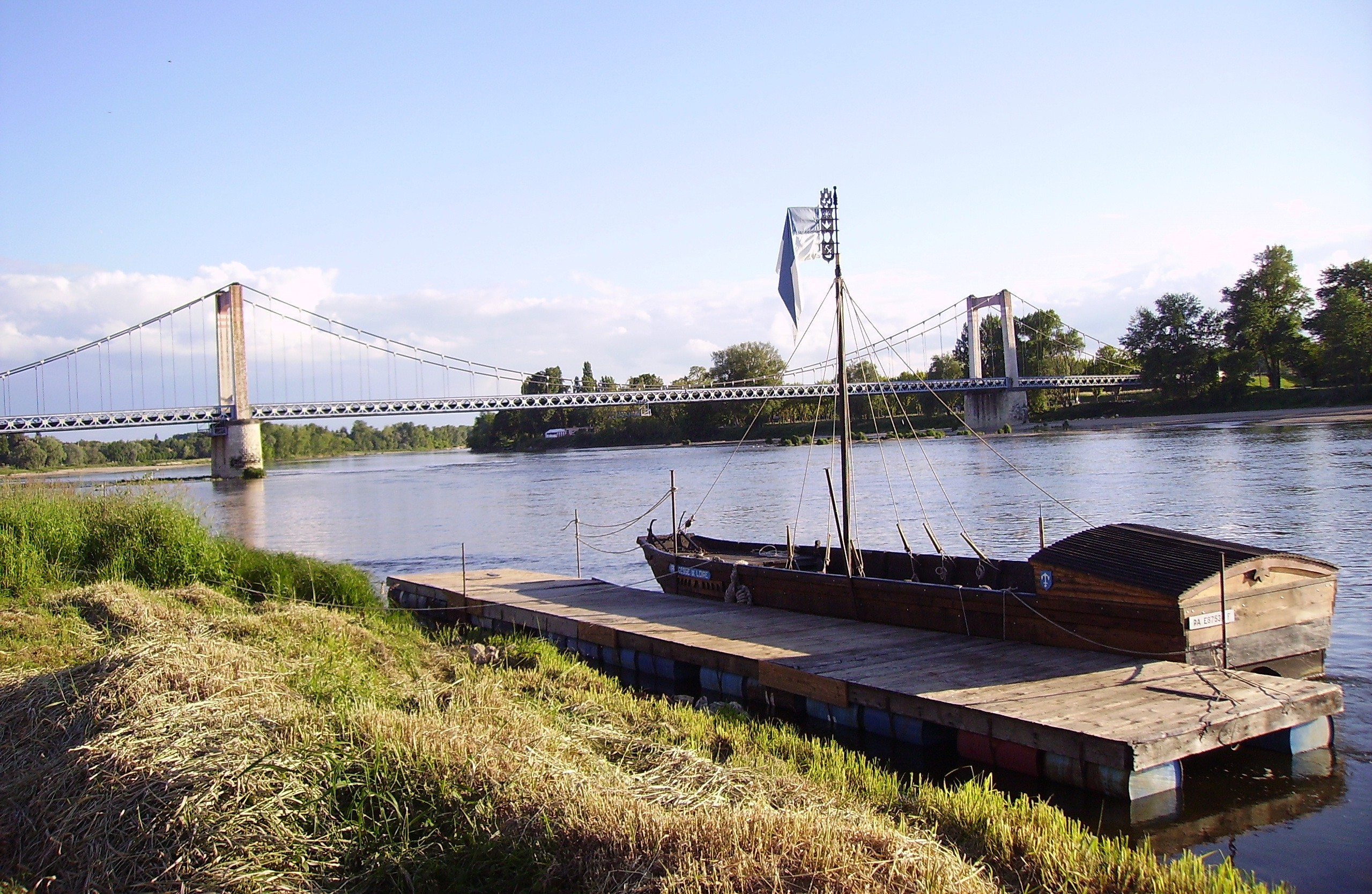
Le Pont de Cosne-Cours-sur-Loire et une gabare sur la Loire.

Entre le Cher (rive gauche) et la Nièvre (rive droite) :
- Pont, Neuvy-sur-Loire - Belleville-sur-Loire
- Pont, Cosne-Cours-sur-Loire - Boulleret
- Viaduc de Port-Aubry, Cosne-Cours-sur-Loire - Bannay
- Pont, Saint-Thibault-sur-Loire (faubourg de Saint-Satur) - Tracy-sur-Loire
- Pont, Pouilly-sur-Loire - Couargues
- Pont, La Charité-sur-Loire - La Chapelle-Montlinard
- Pont, Fourchambault - Cours-les-Barres

## Ponts présentant un intérêt architectural

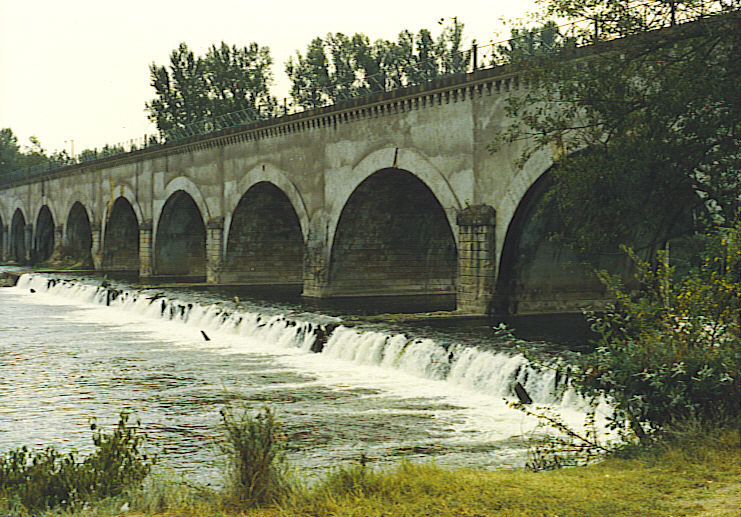
Pont-canal du Guétin traversant l'Allier et portant le canal du Centre.

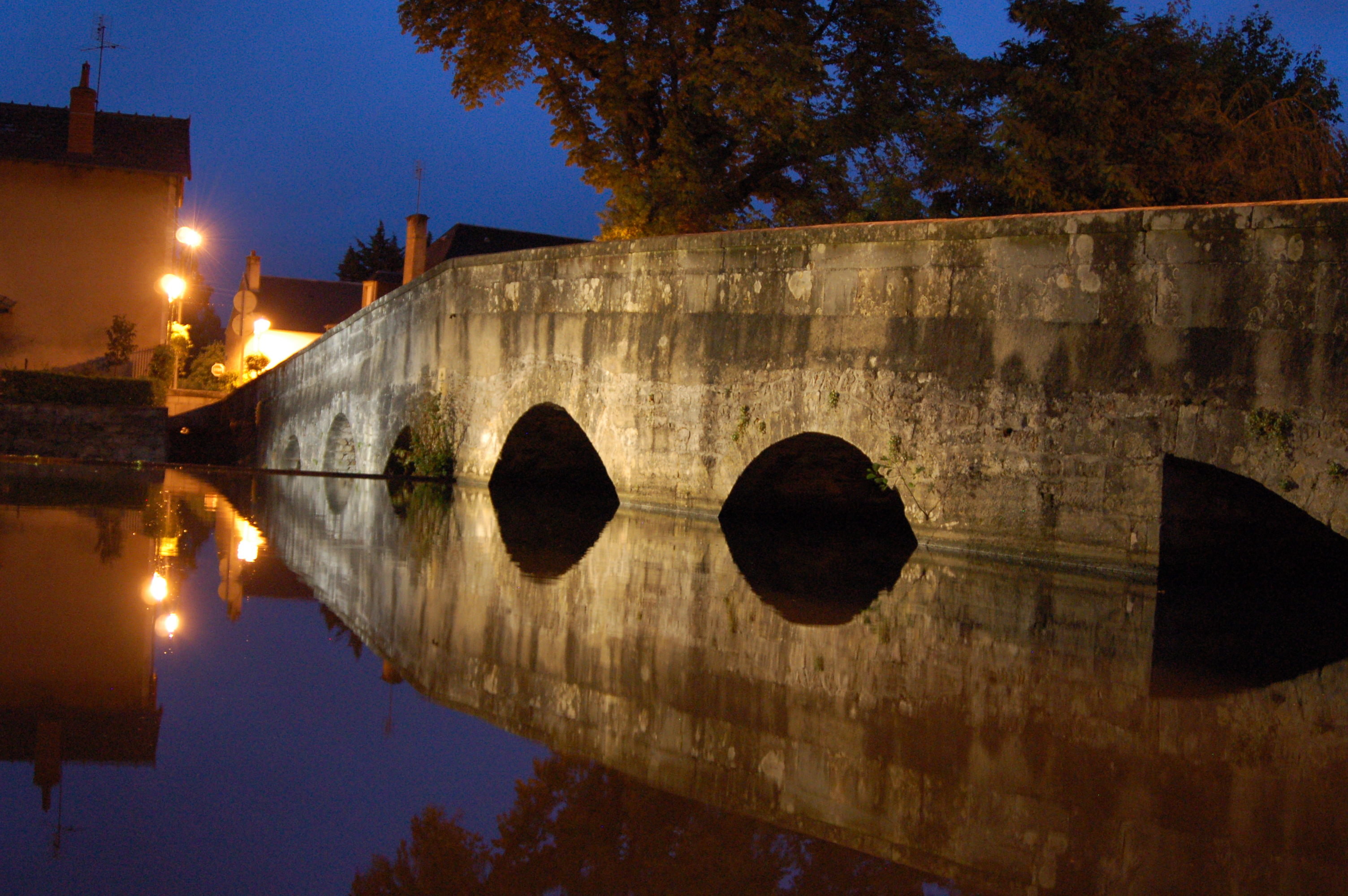
Pont de pierre sur la Marmande de Saint-Amand-Montrond.

Les ponts du Cher inscrits à l’inventaire national des monuments historiques sont recensés ci-après.

### Ponts routiers
- Pont - Argent-sur-Sauldre - XVIIIe siècle
- Pont - Aubigny-sur-Nère - XVe siècle
- Pont - Aubigny-sur-Nère - XIXe siècle
- Pont de la République, Sur la Néré - Aubigny-sur-Nère - XIXe siècle
- Pont de Doisne (canal de la Sauldre) - Brinon-sur-Sauldre - XXe siècle
- Pont suspendu de Nambault (canal latéral à la Loire) - La Chapelle-Montlinard - XIXe siècle
- Pont (canal de la Sauldre) - Clémont - XIXe siècle
- Passerelle parabolique (canal latéral à la Loire) - Cuffy - XIXe siècle
- Pont Vieux - Culan - XVIIe siècle, inscrit par arrêté du 16 juin 1986
- Pont romain sur la rivière l'Arnon - Culan - XVIIe siècle
- Viaduc - Culan - XIXe siècle
- Pont - Dun-sur-Auron - XIXe siècle
- Pont de chemin de fer (canal de Berry) - La Guerche-sur-l'Aubois - XIXe siècle
- Pont de la Sarrée (canal latéral à la Loire) - Herry - XIXe siècle
- Pont - Parnay - XVIIIe siècle
- Pont sur écluse des Gaumins (canal de Berry) - Le Pondy - XIXe siècle
- Pont - Saint-Amand-Montrond - XVIIe siècle ; XVIIIe siècle
- Pont - Saint-Amand-Montrond - XVIIe siècle ; XVIIIe siècle
- Pont de Chevigny (canal de Berry) - Saint-Just - XIXe siècle
- Pont - Verneuil - XVIIe siècle

### Ponts-canaux
- Pont-canal de La Tranchasse (canal de Berry) - Colombiers et Ainay-le-Vieil - XIXe siècle
- Pont-canal de La Croix (canal de Berry) - Ainay-le-Vieil - XIXe siècle
- Pont-canal du Guétin (canal latéral à la Loire) - Cuffy - XIXe siècle
- Pont-canal de la Queugne (canal de Berry) - Épineuil-le-Fleuriel - XIXe siècle
- Pont-canal du Moule (canal latéral à la Loire) - Saint-Bouize - XIXe siècle

## Sources
- Base de données Mérimée du ministère de la Culture.